# La voz de los '80 (canción)
«La voz de los '80» es una canción de la banda chilena de rock Los Prisioneros. Sirve como pista de apertura y sencillo principal de su primer álbum de estudio, además de ser el tema que da nombre al disco.

## Canción
El tema es una invitación a cambiar el curso de los acontecimientos se abrían con la (entonces) nueva década de 1980. La canción es considerada el himno de una generación que exigía democracia y ser parte de un continente que (para entonces) se encontraba sumergido en dictaduras militares de derecha como consecuencia de las luchas de poder que originó la Guerra Fría en el continente.
Es una canción motivante, cuyo coro «Ya viene la fuerza/La voz de los ochenta» constituye un llamado directo a la acción. Su éxito internacional (sobre todo en el resto de Latinoamérica) se explica por su identificación con los jóvenes de la época.
Un aspecto extraordinario es que esta canción nunca tuvo gran presencia en los canales de televisión o radios controladas en Chile por la dictadura militar de Pinochet —se masificó recién cerca de 1988, cuando ya terminaba la dictadura—, pero se hizo popular en el underground y en actos poco concurridos. El episodio de censura oficial más escandaloso ocurrió en la Teletón de 1985. En aquella oportunidad, Televisión Nacional, el canal estatal, sacó la señal del aire y emitió publicidad justo cuando la banda interpretaba la canción.
En 1985 Los Prisioneros grabaron una versión extendida de «La voz de los '80», pensada para ser transmitida exclusivamente por Radio Concierto, pero dicha estación se negó. En aquellos años, Radio Concierto, una de las emisoras más escuchadas del país, mostraba nulo interés por Los Prisioneros y programaba únicamente canciones de grupos extranjeros o de conjuntos chilenos más comerciales. La banda entonces acusó a Concierto de elitismo y le dedicó el tema «Independencia cultural», cuya introducción menciona una «Radio Concert» que toca grupos nacionales solamente los 18 de septiembre (Fiestas Patrias). Irónicamente, el eslogan de Radio Concierto entre 2008 y 2014 fue «Concierto, la voz de los 80».
Pese a definir directamente una década en específico, aún se sigue escuchando esta canción en radios chilenas y televisión, manteniéndose todavía vigente a más de tres décadas de su grabación. Entre las cosas que inspiró se encuentran un episodio de la famosa serie de TV Los 80 (perteneciente a la 3a temporada), que tiene el mismo título que la canción.

## Inspiración
En una entrevista realizada en 2001, que circuló en el sitio web de la banda, Jorge González dijo: 

«Yo la pensé mucho para discotheque. En esos años, el 82 y el 83, había muchas fiestas en San Miguel y un amigo del Claudio, Rodrigo Beltrán, ponía música en esas fiestas. Con él descubrimos a grupos como Tequila, que eran unos españoles que en San Miguel mataban, tanto como Devo o Stranglers, mientras en el resto de Santiago estaban tocando a Michael Jackson y los Foreigner.

Entonces, yo pensé en La Voz de los 80 como para bailar en discotheques, porque era una canción tiradora para arriba, eufórica, que levantaba de moral. Pero para mí era una canción del montón hasta que se la mostré a Fonseca. El la vio como hit, y tenía oreja para los hits.»

## Video
Fue el primero realizado por la banda. El video gira en torno a imágenes de la banda por distintas partes de Santiago de Chile, también en la casa de algunos de los integrantes y en sesiones de grabación.